# 宮地佐都季
宮地 佐都季 (みやじ さつき) は、日本の検察官。

## 人物
兵庫県神戸市出身。創価大学法学部卒業後、1995年検事任官。
鳥取地方検察庁次席検事、京都地方検察庁公判部長、大阪地方検察庁刑事部長、大阪高等検察庁刑事部長等を経て、2022年女性初となる和歌山地方検察庁検事正に就任し 、犯罪被害者支援等を行った。
2023年最高検察庁検事。2025年辞職。